# اچ‌ام‌اس نورفک (اف۲۳۰)
اچ‌ام‌اس نورفک (اف۲۳۰) (به انگلیسی: HMS Norfolk (F230)) یک کشتی است که طول آن ۱۳۳ متر (۴۳۶ فوت ۳ اینچ) می‌باشد. این کشتی در سال ۱۹۸۷ ساخته شد.